# Neuer Marstall
Der Neue Marstall (ehemals: Königlicher Marstall) ist ein Baudenkmal am Schloßplatz im Berliner Ortsteil Mitte. Errichtet als Marstall des preußischen Hofs von 1896 bis 1901 nach Plänen Ernst Ihnes im Stil des Neobarock, wurde das Gebäude ab 1920 von der Berliner Stadtbibliothek genutzt. Im Zweiten Weltkrieg beschädigt, wurde er von 1950 bis 1965 vereinfacht wiederaufgebaut. Seit 2005 beheimatet er neben der Berliner Stadtbibliothek auch die Hochschule für Musik Hanns Eisler Berlin.

## Geschichte

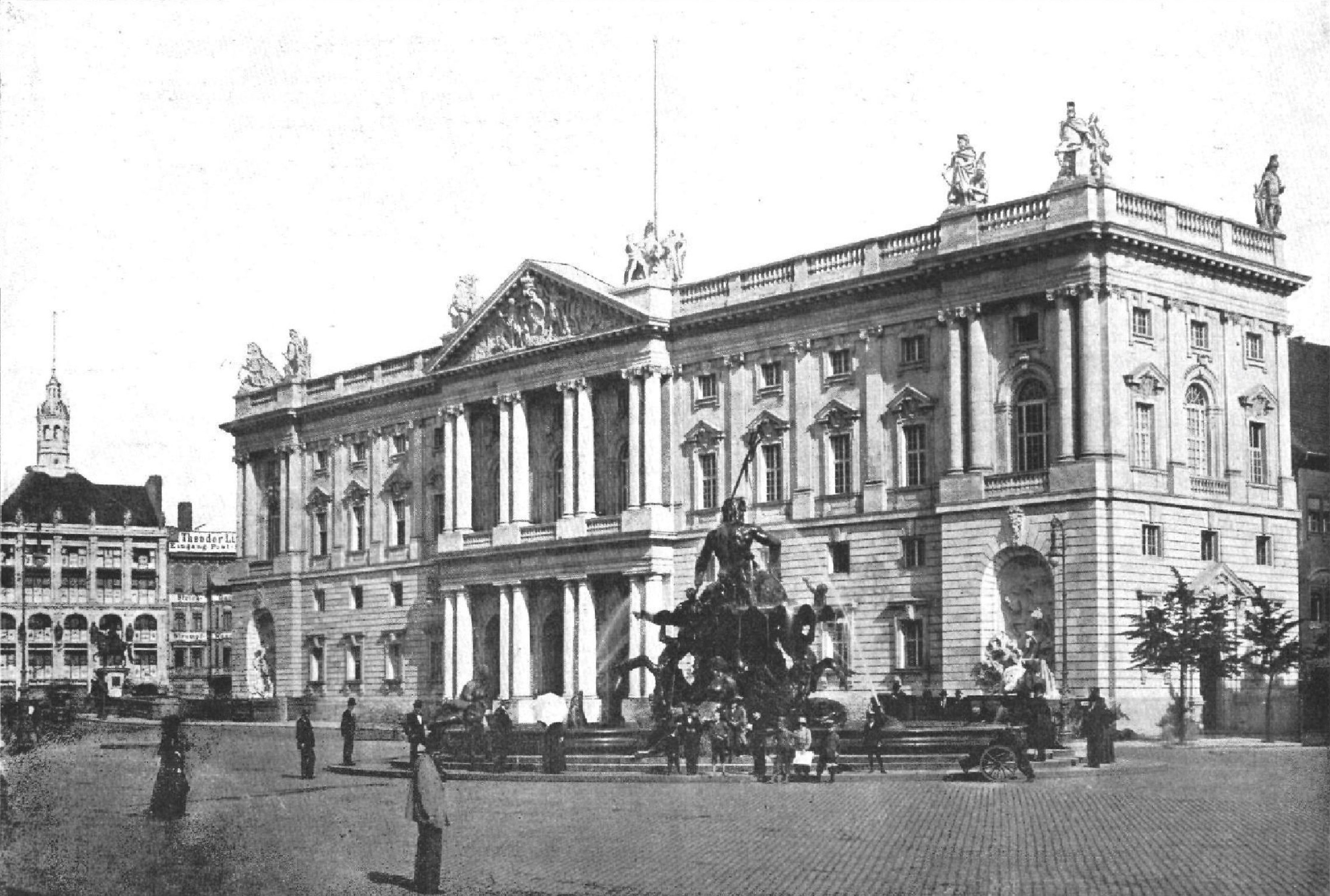
Ansicht vom Schloßplatz, 1901

Der alte Marstall des Großen Kurfürsten an der Breiten Straße und der Marstall von König Friedrich I. im Akademiegebäude am Boulevard Unter den Linden entsprachen nicht mehr den gewachsenen Anforderungen der Zeit um die Jahrhundertwende. Deshalb beauftragte Wilhelm II. den Architekten Ernst Ihne mit dem Bau eines neuen Marstallgebäudes. Erste Überlegungen sahen noch vor, einen unverwirklichten Entwurf Jean de Bodts aus dem Jahr 1700 für ein Marstallgebäude umzusetzen. Diese Idee wurde allerdings fallen gelassen und man entschied sich stattdessen für einen Neubau, der sich in seiner Formensprache an den Bauten aus der Zeit Friedrichs I. zu orientieren hatte, insbesondere am Berliner Schloss und dem Zeughaus. Der monumentale Gebäudekomplex wurde am Schloßplatz zur Breiten Straße errichtet, wobei die Ostfassade zur Spree ausgerichtet ist. Mehrere Wohngebäude mussten hierfür abgerissen werden. Errichtet von 1896 bis 1901, ist das Bauwerk dem neobarocken Stil zuzuordnen, mit deutlichen Anleihen an den preußischen Barock um das Jahr 1700. Mehrere Gebäude, darunter das Ribbeck-Haus, blieben als historische Zeugnisse erhalten und wurden in den Neubau integriert. Bis 1918 beheimatete das Gebäude den Königlichen Marstall, mit 270 Pferden und 300 Wagen des preußischen Hofs. Mit Ställen in zwei Geschossen und einem Wagenmuseum stand er zahlenden Besuchern täglich offen. Während der Novemberrevolution war die Volksmarinedivision darin einquartiert. Seit 1920 diente der Neue Marstall als Hauptsitz der Stadtbibliothek. Bei einem alliierten Luftangriff im Zweiten Weltkrieg 1945 ausgebrannt, wurde der Neue Marstall 1950–1965 abschnittsweise wiederaufgebaut und dabei verändert. Vor allem der bildhauerische Schmuck von Otto Lessing, aber auch die architektonische Gestaltung waren hiervon betroffen.
An der Schloßplatzfassade wurden am mittleren Risalit die Rossebändiger, das Tympanon mit dem Wappen Preußens und der Fensterschmuck im zweiten Obergeschoss entfernt. An den Seitenrisaliten wurden die Kriegerskulpturen in römischer Rüstung, die Balustraden auf der Attika und weiterer Fensterschmuck im zweiten Obergeschoss beseitigt. Der Prometheusbrunnen mit dem Haupt von Zeus und der Perseusbrunnen mit dem Haupt Medusas als Schlussstein wurden auch abgerissen. An der Fassade zur Breiten Straße wurden, wie an der Schaufassade, die Kriegerskulptur und weiterer Schmuck entfernt. Der dreiachsige Flügel wurde um zwei Achsen erweitert und dafür die durch ein Rundbogenfenster betonte Mittelachse beseitigt. Auch an den Seitenrisaliten der Spreefassade fehlen heute zwei Tympanos, die Skulpturen der Attika und zahlreiche Ornamente.
Im Jahr 1988 wurden anstelle der in der Nachkriegszeit beseitigten Prometheus- und Perseusbrunnen von Otto Lessing die Karl-Marx- und Karl-Liebknecht-Reliefs von Gerhard Rommel angebracht. Bis 1990 beheimatete der Neue Marstall neben der Berliner Stadtbibliothek auch Teile der Akademie der Künste der DDR. Seit dem letzten Umbau im Jahr 2005 dient er als Nebensitz der Hochschule für Musik Hanns Eisler Berlin.

## Beschreibung
Der Neue Marstall besteht aus drei Flügeln, die U-förmig angeordnet sind und einem im Innenhof liegenden Verbindungsflügel. Der Hauptflügel mit Schaufassade ist 83 m breit und ist zum Berliner Schloss am Schloßplatz ausgerichtet. Die kürzeste Fassade liegt zur Breiten Straße, während die Spreefassade mit 176,5 m die längsten Ausmaße hat. Das Gebäude besteht, inklusive Kellergeschoss, aus fünf Etagen. Das zweite Obergeschoss dient mit seiner hohen Decke als repräsentative Belle Etage. Die Attika des Marstalls liegt mit 26 m Höhe etwa 4 m unter der Attika des Berliner Schlosses.
Die Sockel- und Mezzaningeschosse sind rustifiziert, die oberen Geschosse durch Pilaster gegliedert. Die Schlossplatzfassade besteht aus drei Risaliten, zwei an den äußeren Enden der Fassade und einem zentral angeordneten. Dieser mittlere Hauptrisalit ist geschossweise durch Doppelsäulen gegliedert und dient in seiner repräsentativen Erscheinung als Haupteingang des Marstalls. Er wurde ursprünglich von einem Tympanon mit preußischem Wappen bekrönt. Die Seitenrisalite werden nur in den Obergeschossen durch Doppelsäulen gegliedert, während sich im Sockelbereich einst zwei Brunnen befanden, die Bezug auf Prometheus und Perseus nahmen. Die Skulpturen nahmen wie die Reliefs und Brunnen programmatisch Bezug auf die Funktion des Gebäudes als Marstall. An den Seitenrisaliten bildeten jeweils zwei römische Legionärsfiguren den Fassadenabschluss, während sich am Mittelrisalit zwei Figurengruppen von Rossebändiger befanden. Sie stellten jeweils zwei Knaben dar, die ein Pferd zu zähmen versuchten. 
Die Rustika und Pilaster setzen sich an der gesamten Fassade fort. Im Mittelrisalit der Spreefassade befindet sich im Sockelgeschoss ein Portal mit Sprenggiebel. Das bekrönende Tympanon stellt ein Relief Okeanos dar. Beidseits befinden sich die einzigen bis heute erhaltenen Rossebändiger, die nicht dem Umbau zum Opfer gefallen sind. Den spreeseitigen oberen Fassadenabschluss bildeten insgesamt sechs Rossebändiger.
Der Schloßplatzflügel nahm in den Sockelgeschossen die Verwaltungsräume und in den Obergeschossen die öffentlich zugänglichen Ausstellungsräume auf. Im Spreeflügel befanden sich in den Sockelgeschossen die Stallräume für etwa 270 Pferde und in den Obergeschossen Ausstellungsräume für circa 300 Wagen des preußischen Hofs. Der kurze Flügel zur Breiten Straße beinhaltete in den Sockelgeschossen Verwaltungsräume und in den Obergeschossen die Bedienstetenwohnungen. In den Hofflügeln befanden sich Reithallen, Garagen und Werkstätten.

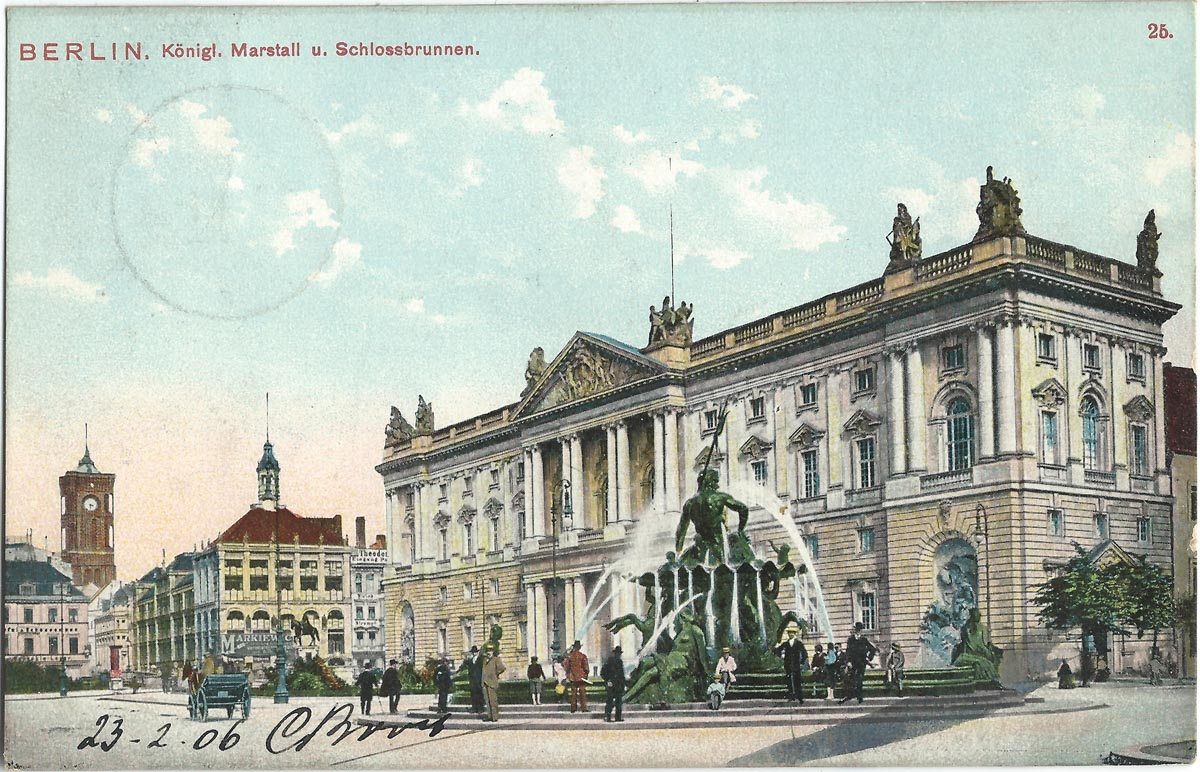
Ansicht vom Schloßplatz, mit Neptunbrunnen, Postkarte von 1906
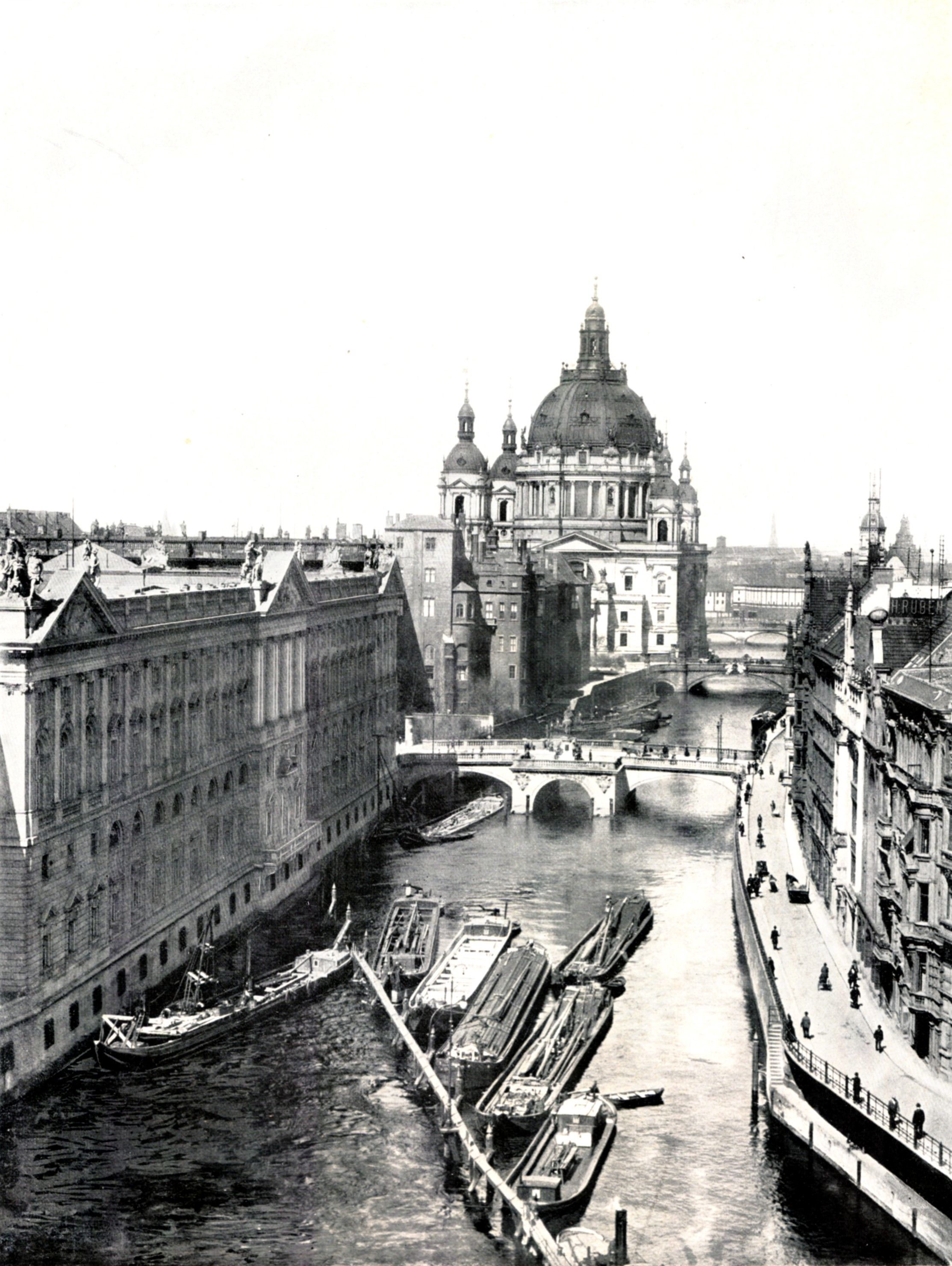
Spreeflügel, 1901
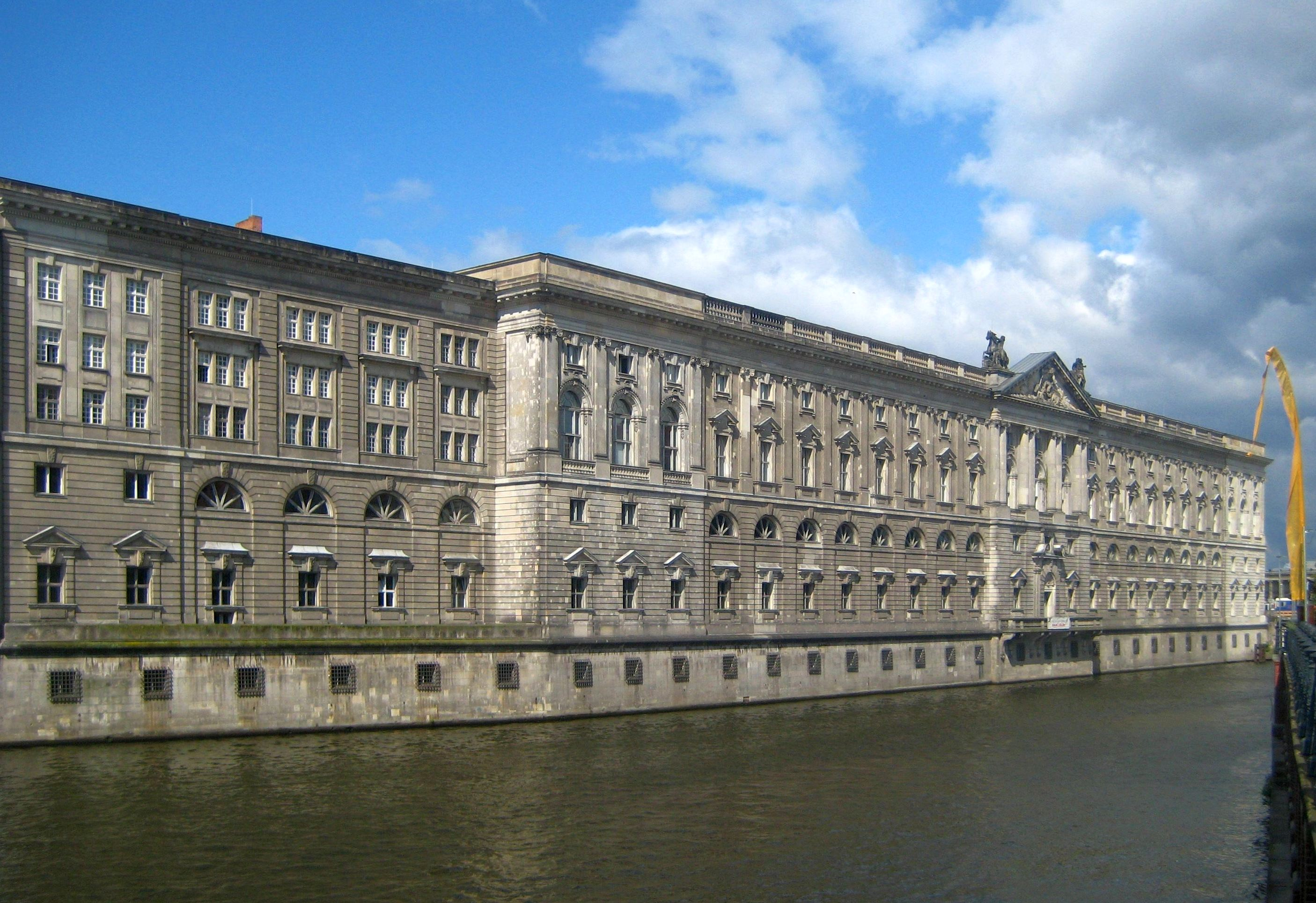
Spreeflügel seit 1965
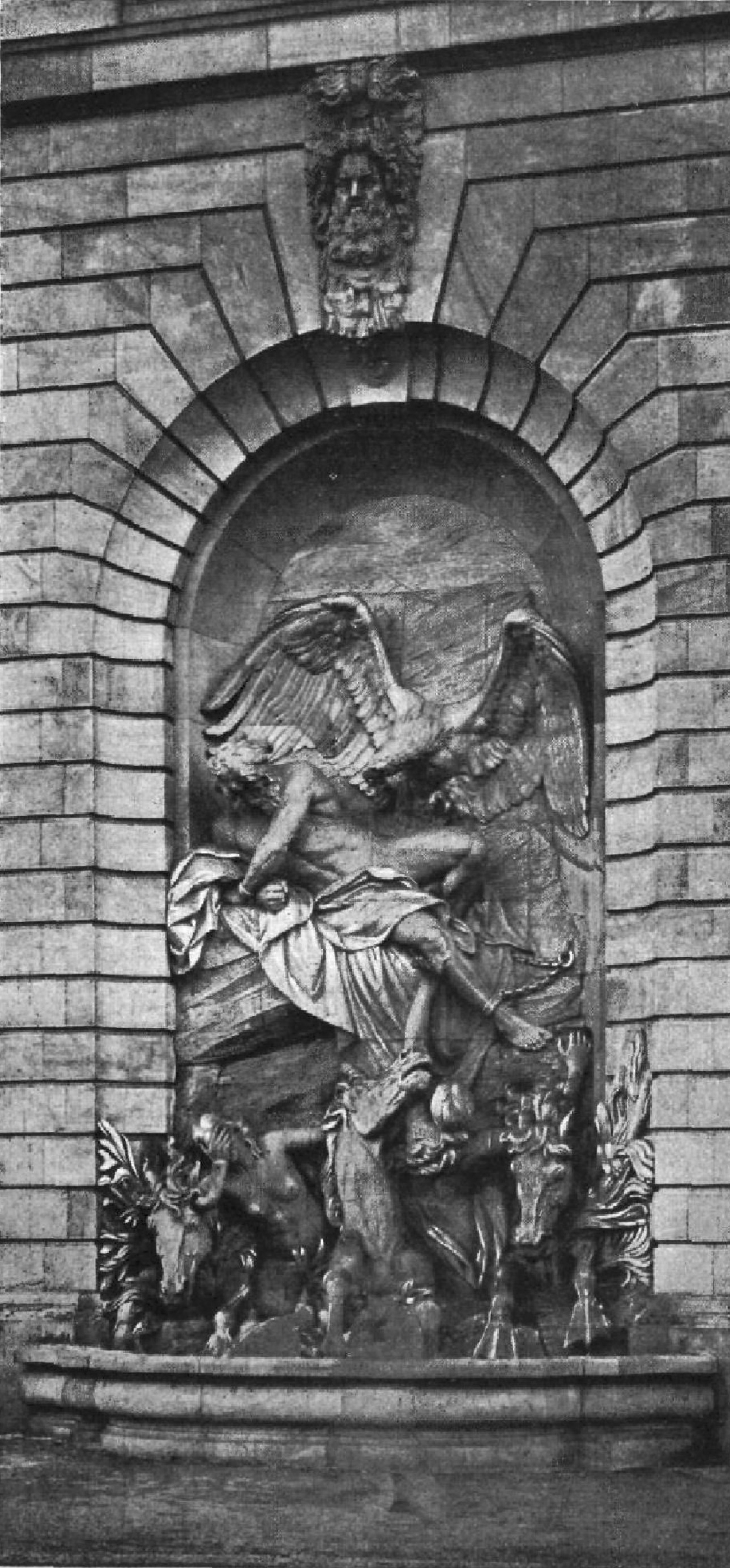
Prometheusbrunnen, 1901
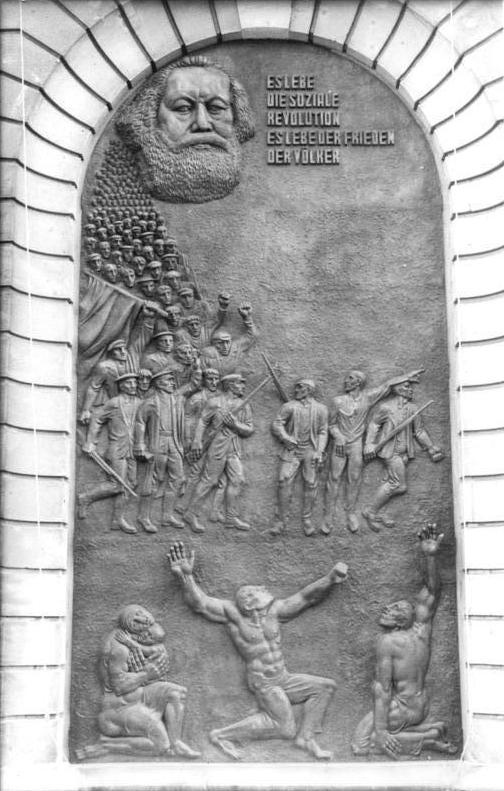
Karl-Marx-Relief, 1988
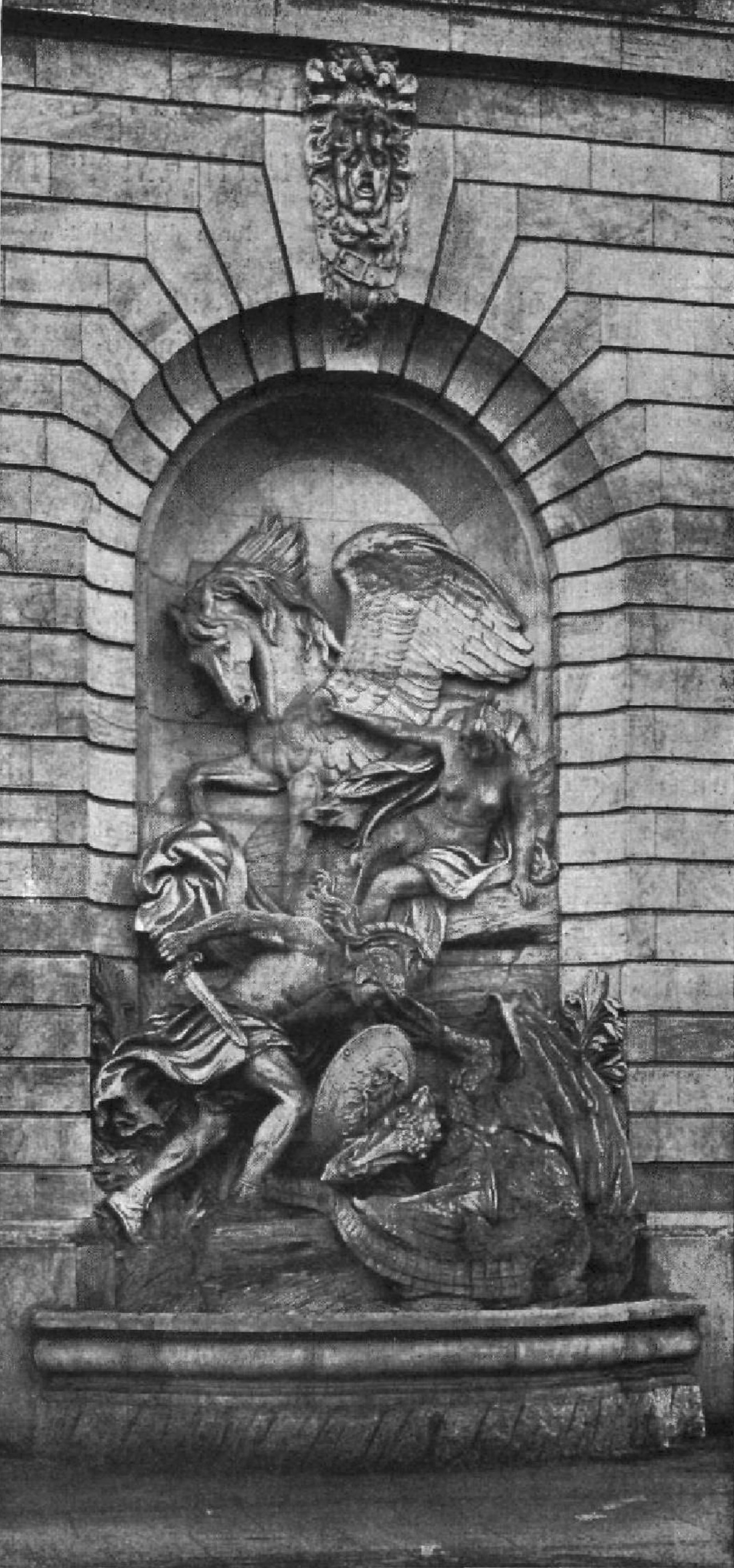
Perseusbrunnen, 1901
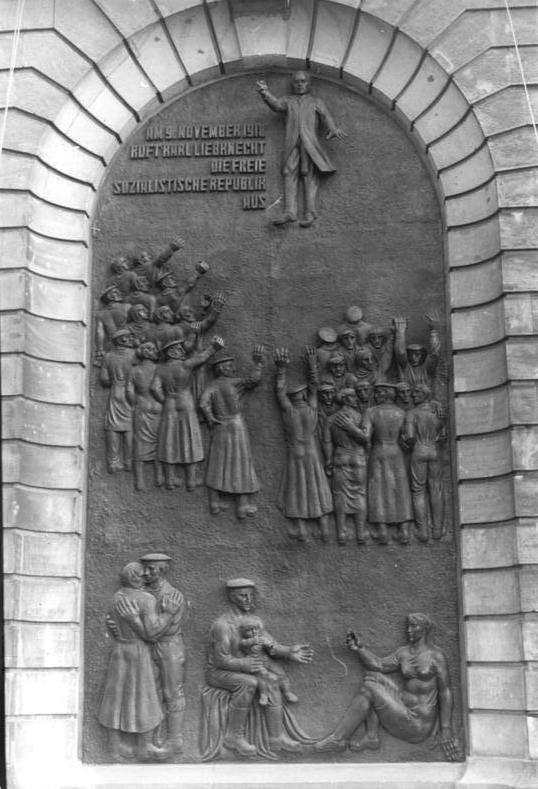
Karl-Liebknecht-Relief, 1988